# Verbandsgemeinde (Brandenburg)
Eine Verbandsgemeinde im deutschen Land Brandenburg ist nach § 2 des Verbandsgemeinde- und Mitverwaltungsgesetzes vom 15. Oktober 2018 ein gebietskörperschaftlicher Gemeindeverband, der aus aneinandergrenzenden Gemeinden desselben Landkreises besteht.
Sie erfüllt neben den verbandsgemeindeangehörigen Gemeinden (Ortsgemeinden) öffentliche Aufgaben der örtlichen Gemeinschaft. Die Verbandsgemeinde besteht aus mindestens zwei Ortsgemeinden.
Am 1. Januar 2022 gab es im Land Brandenburg eine Verbandsgemeinde:
- Verbandsgemeinde Liebenwerda mit vier Ortsgemeinden[3]